# Komisja Rozwoju Przedsiębiorczości
Komisja Rozwoju Przedsiębiorczości (ROP) – była stałą komisją sejmową w Sejmie V kadencji.
Do zakresu jej działania należały sprawy związane z tworzeniem właściwych podstaw prawnych dla powstawania, działania i rozwoju mikroprzedsiębiorstw, małych i średnich przedsiębiorstw, dostosowywania norm prawnych do potrzeb i możliwości działania takich przedsiębiorstw, a także rozwoju rzemiosła, spółdzielczości oraz działalności gospodarczej w zakresie drobnej wytwórczości oraz usług.
Po wyborach parlamentarnych w 2007 została włączona do Komisji Gospodarki.